# Llanrhystyd
Llanrhystyd ou Llanrhystud est un village et une communauté du Ceredigion, au pays de Galles.

## Géographie
Llanrhystyd est situé sur le littoral de la baie de Cardigan, à mi-chemin entre Aberaeron au sud et Aberystwyth au nord, sur la route A487 (en) qui relie ces deux villes.
La communauté de Llanrhystyd comprend aussi le village voisin de Llanddeiniol (cy).

## Démographie
Au recensement de 2011, la communauté de Llanrhystyd comptait 966 habitants.

## Culture locale et patrimoine
Le graffiti nationaliste Cofiwch Dryweryn se situe à un kilomètre et demi au nord du village.